# Sports Night

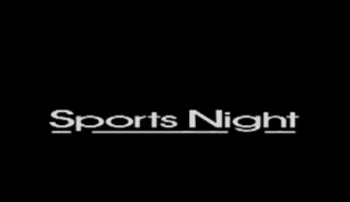
Logo de la serie Sports Night.

Sports Night es una serie de televisión cómica - dramática la cual se emitió por la ABC desde el 22 de septiembre de 1998 hasta el 16 de mayo de 2000. Se centra en la historia de un programa deportivo de televisión en horas bajas y en todo lo que sus protagonistas viven detrás de las cámaras. 
La serie fue creada por Aaron Sorkin, quien en un principio pensaba en convertir Sports Night en una película, sin embargo no fue capaz de estructurar el argumento para una cinta, así que pensó en transformarlo en una serie de televisión. Sports Night fue producida por Disney y fue cancelada debido a los bajos niveles de audiencia, contó con dos temporadas. 

## Reparto
- Josh Charles como Daniel «Dan» Rydell.
- Peter Krause como Casey McCall.
- Felicity Huffman como Dana Whitaker.
- Joshua Malina como Jeremy Goodwin.
- Sabrina Lloyd como Natalie Hurley.
- Robert Guillaume como Isaac Jaffe.

## Conflictos
El creador de la serie, Aaron Sorkin, tuvo un conflicto con la ABC durante la primera temporada, esto fue por el uso de la pista de risa y del público en la serie. La pista de risa fue ampliamente despreciada por la crítica mayormente por su desentonación. Joyce Millman, de Salon, la describió como «la pista de risa más convincente que he escuchado». Por su parte, Sorkin dijo que «una vez que disparas frente a la audiencia en vivo, no tienes más remedio que utilizar la pista de la risa». Las pistas concluyeron al final de la primera temporada. Por lo tanto, en la segunda, el elenco ya no actuaba frente al público y contaba con más tiempo para ensayar.

## Temporadas
| Temporada | Episodios | Estreno                  | Final              | Audiencia     |
| --------- | --------- | ------------------------ | ------------------ | ------------- |
| 1         | 23        | 22 de septiembre de 1998 | 4 de mayo de 1999  | 10,5 millones |
| 2         | 22        | 5 de octubre de 1999     | 16 de mayo de 2000 | 11,5 millones |

## Premios

### Premios Globo de Oro
1999: Mejor actor de serie de televisión - Comedia o musical (Felicity Huffman por su actuación en el episodio "Dana Whitaker", Nominado)

### Premios Emmy
1999: Mejor guion - Serie de comedia (Thomas Schlamme por "Piloto", Ganador)
1999: Mejor edición de imagen (por "Small Town", Ganador)
1999: Mejor guion - Serie de comedia (Aaron Sorkin por "The Apology", Nominado)
2000: Mejor fotografía (por "Cut Man", Ganador)
2000: Mejor reparto en serie de comedia (Nominado)
2000: Mejor dirección en serie de comedia (Schlamme porr "Quo Vadimus", Nominado)
2000: Mejor actor invitado - Serie de comedia (William H. Macy por su actuación en el episodio "Sam Donovan", Nominado)
2000: Mejor edición (por "The Cut Man Cometh", Nominado)

### Premios del Sindicato de Actores
1999: Mejor reparto de televisión - Comedia (Nominado)